# ديفيد آدامز (لاعب كرة قاعدة)
ديفيد آدامز (بالإنجليزية: David Adams)‏ هو لاعب كرة قاعدة أمريكي، ولد في 15 مايو 1987 في مارجيت في المملكة المتحدة.

## وصلات خارجية
- دايفيد آدامز على موقع دوري كرة القاعدة الرئيسي (الإنجليزية)
- دايفيد آدامز على موقعبيزبول رفرنس.كوم (الدوري الرئيسي) (الإنجليزية)
- دايفيد آدامز على موقعبيزبول رفرنس.كوم (الدوري الثانوي) (الإنجليزية)
- دايفيد آدامز على موقع إي إس بي إن.كوم (أم.أل.بي) (الإنجليزية)
- دايفيد آدامز على موقع مشجعي الرسوم البيانية (الإنجليزية)